# Иисус, сын Дамнея
Иисус, сын Дамнея, или Иошуа бен-Дамнай (др.-евр. ישוע בן דמנאי‬; лат. Yeshua ben Damnai), — иудейский первосвященник второй половины I века н. э., во времена царя Агриппы II; упоминается в труде Флавия (в русских переводах этого сочинения именуется «Иисус, сын Дамнея» или «Иашуа — сын Дамная»).
Первосвященником был назначен царём Агриппой II, после того как Анан, сын Анана был смещён (Флавий, Древн., II, XX, 9, § 1), но также был вскоре отставлен, и вместо него первосвященническое достоинство получил Иисус (Иошуа) бен-Гамлиил. Последний был обязан этому своей богатой жене (бывшей вдове) Марте (Иебамот, 61а).
Между смещённым и новым первосвященником загорелась борьба; они оскорбляли друг друга на людных улицах и даже бросали камнями один в другого (Древн., II, XX, 9, § 4). Они окружали себя отрядами наёмников, превратившими Иерусалим в театр междоусобной войны, но Иисус бен-Гамлиил остался победителем.